# Castulo zonophanes
Castulo zonophanes là một loài bướm đêm thuộc phân họ Arctiinae, họ Erebidae.